# Collegium Ragusinum

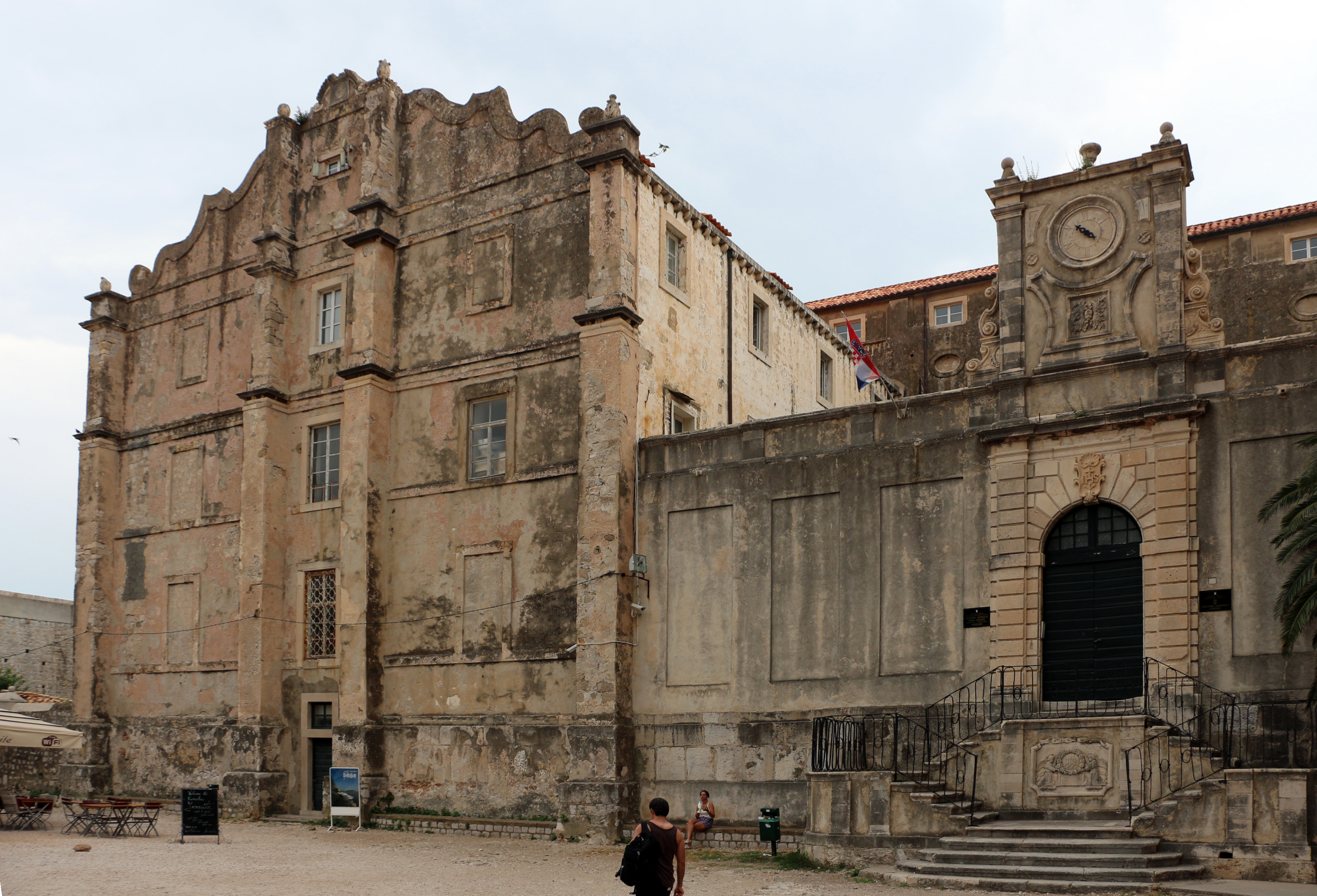
Collegium Ragusinum

Das Collegium R(h)agusinum ist das ehemalige Jesuitenkolleg in der Republik Ragusa, der heutigen Stadt Dubrovnik in Kroatien. Das Kolleg wurde 1658 gegründet und 1773 mit der Auflösung der Gesellschaft Jesu geschlossen. Die zugehörige erhaltene Kirche ist dem Heiligen Ignatius geweiht, und die anderen Gebäude beherbergen heute ein katholisches Gymnasium und andere kirchliche Einrichtungen. Der Komplex gilt als „das schönste Barockgebäude in Dubrovnik und – nach Meinung vieler – in ganz Dalmatien“.

## Lage und Geschichte
Das Gebäude befindet sich an der Südseite der Altstadt von Dubrovnik, unmittelbar südlich davon liegen die Küstenmauern von Dubrovnik. Mit dem zentralen Gundulić-Platz ist es durch eine monumentale Treppe verbunden, die als Jesuitentreppe bekannt ist (kroatisch: skale od jezuita, italienisch: scalinata dei gesuiti). Kolleggebäude und die Kirche sind um einen Platz angeordnet, der bis 1930 als Jesuitenplatz (kroatisch: Poljana na Jezuvitima) bekannt war und dann zu Ehren des berühmtesten Absolventen der ehemaligen Hochschule, Rugjer Josip Bošković, in Boscovitsch-Platz (kroatisch: Poljana Ruđera Boškovića) umbenannt wurde.

### Gründung und Künstler
Nicholas Bobadilla, ein früher Gefährte des Ignatius von Loyola, kam 1558 in Ragusa an und blieb dort zwei Jahre. Erst etwa ein Jahrhundert später gelang eine dauerhafte Niederlassung. Die Haltung der Ragusaner gegenüber dem Osmanischen Reich war weniger ablehnend als die kämpferische Haltung des Jesuitenordens. Auch Fragen des Landbesitzes spielten eine Rolle. Schließlich wurde das Kolleg 1658 dank einer vorherigen Schenkung des örtlichen Philosophen und Theologen Marin Gundulić aus der prominenten Familie Gundulić gegründet, der 1647 verstorben war. Das verheerende Erdbeben von Dubrovnik im Jahr 1667 zerstörte das junge Kolleg und tötete viele seiner Studenten.  
Der heutige Komplex wurde dann nach Plänen des jesuitischen Architekten und Künstlers Andrea Pozzo (1642–1709) erbaut, der damals für seine früheren Arbeiten am Bau der römischen Jesuitenkirche  Sant’Ignazio bekannt war. Der Bau der Kirche wurde 1699 begonnen und 1725 abgeschlossen. Eine gemeißelte Tafel aus dem Jahr 1481, auf der Engel zu sehen sind, die ein mittelalterliches YHS-Christogramm über einer lateinischen Inschrift halten, wurde sichtbar am Fuß der Treppe angebracht, die zum Eingang des Kollegs führt. Es stammt mit ziemlicher Sicherheit aus einem religiösen Gebäude, das beim Erdbeben von 1667 zerstört wurde und als Vorläufer der jesuitischen Ikonografie gilt. Möglicherweise handelt es sich um die Kirche St. Lucia, die einst an der Stelle der Jesuitentreppe stand. 
In den 1730er Jahren leitete der römische Architekt sizilianischer Abstammung Pietro Passalacqua (1690–1748), der auch die Fassaden von Santa Croce in Gerusalemme und Santa Maria Annunziata in Borgo in Rom im Rokoko-Stil entworfen hatte, eine Renovierung des Kollegs und baute die sogenannte Jesuitentreppe. Sie verbindet es mit dem nahegelegenen Gundulić-Platz und erinnert deutlich an die Spanische Treppe, die ein Jahrzehnt zuvor von Francesco de Sanctis angelegt worden war. Zur gleichen Zeit schmückte der Maler Gaetano Garcia die Apsis der Kirche mit Fresken zu Ehren des Heiligen Ignatius.

### Nach den Jesuiten
Nach der Auflösung der Gesellschaft Jesu im Jahr 1773 wurde das Kolleg unter dem Namen Collegium Rhagusinum zu einer Bildungseinrichtung unter der Leitung des örtlichen Klerus. Dieser Name ersetzte 1778 die frühere Inschrift Collegium Societatis Iesu oben auf der Jesuitentreppe, wobei das dort eingravierte Datum (MDCCLXXV, für 1775 – jetzt teilweise beschädigt) unverändert blieb. Die Schule wurde später bis 1868 von Piaristen betrieben, war später ein Militärkrankenhaus, dann ein katholisches Priesterseminar, bis 1941 die heutige weiterführende Einrichtung, das klassische Diözesangymnasium „Ruđer Bošković“, gegründet wurde. Das Gymnasium gilt als „bestes in Dubrovnik“. Das Gebäude beherbergt heute auch das Diözesanseminar von Dubrovnik (kroatisch: Biskupsko Sjemenište).

## Galerie

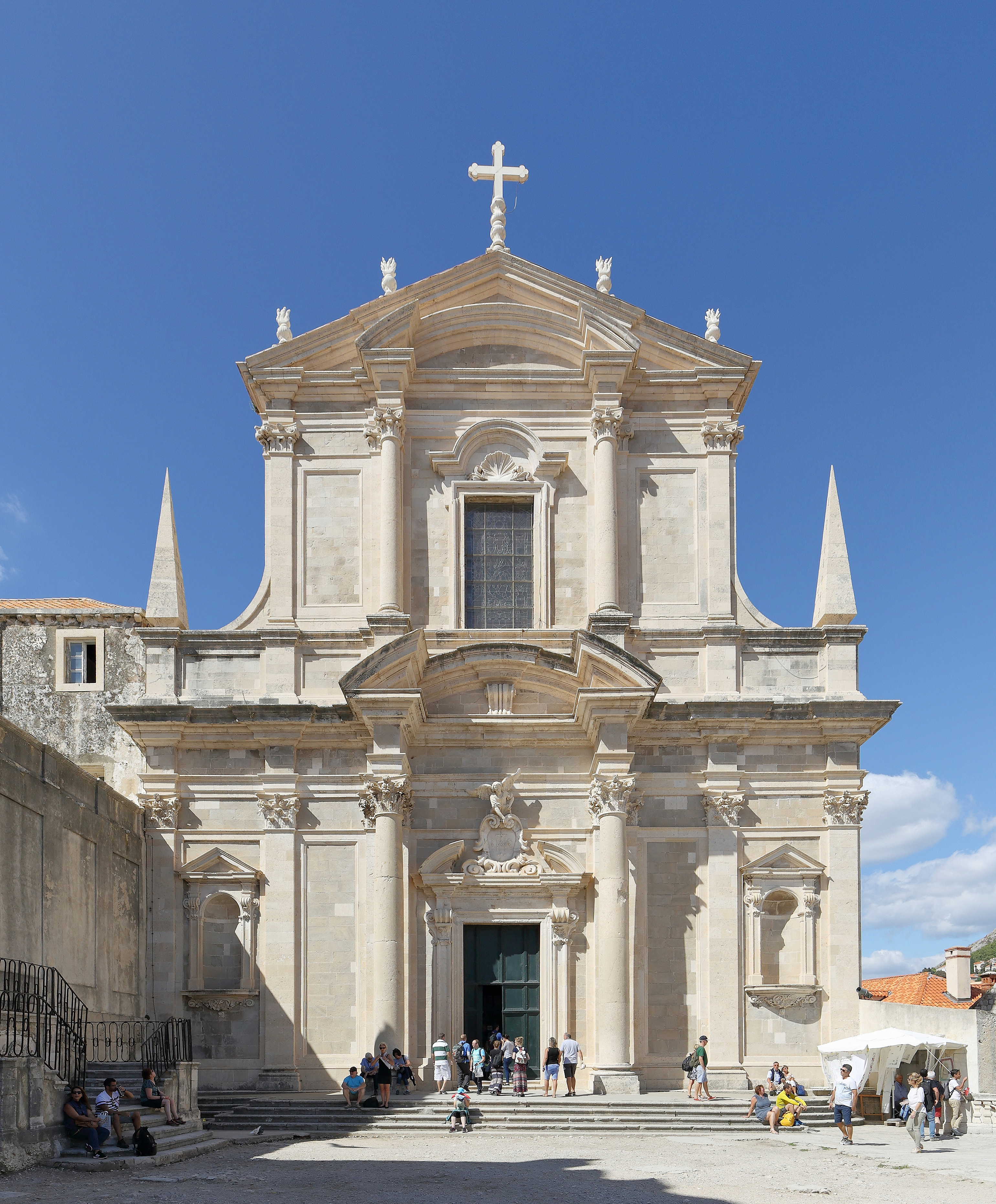
Fassade der Kollegkirche St. Ignatius
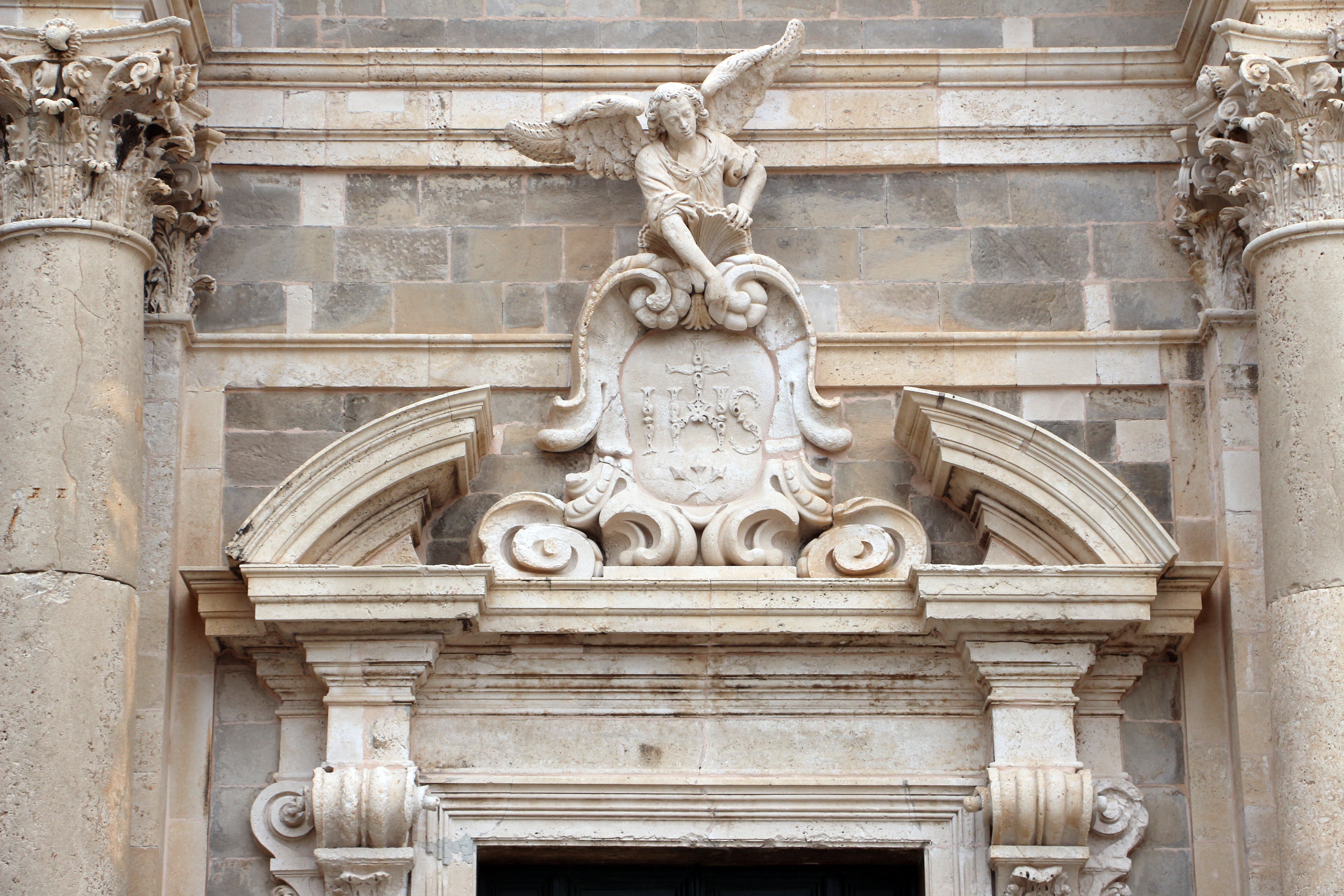
Skulptur von Marino Gropelli über dem Haupteingang
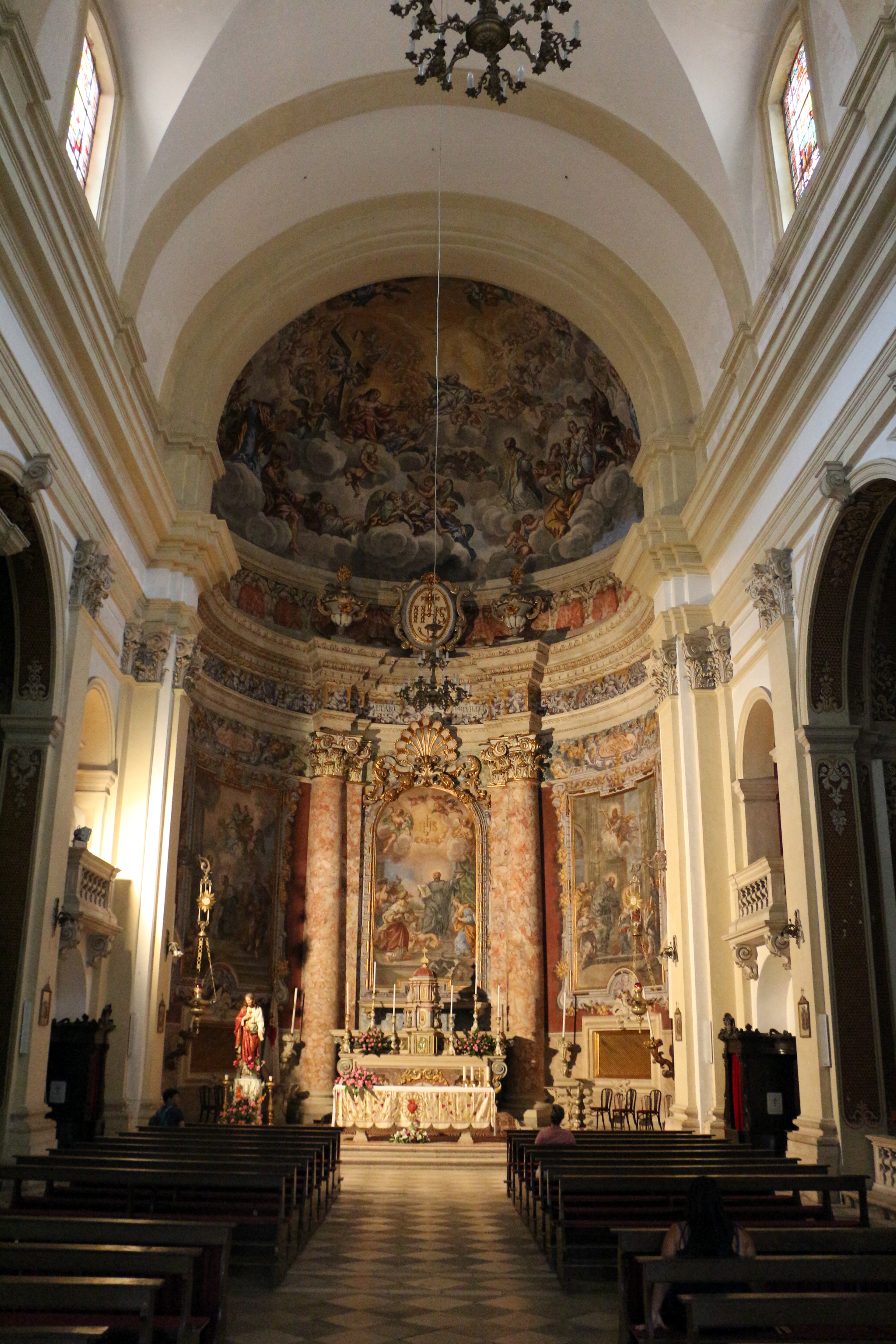
Apsis mit Gaetano Garcias Fresken
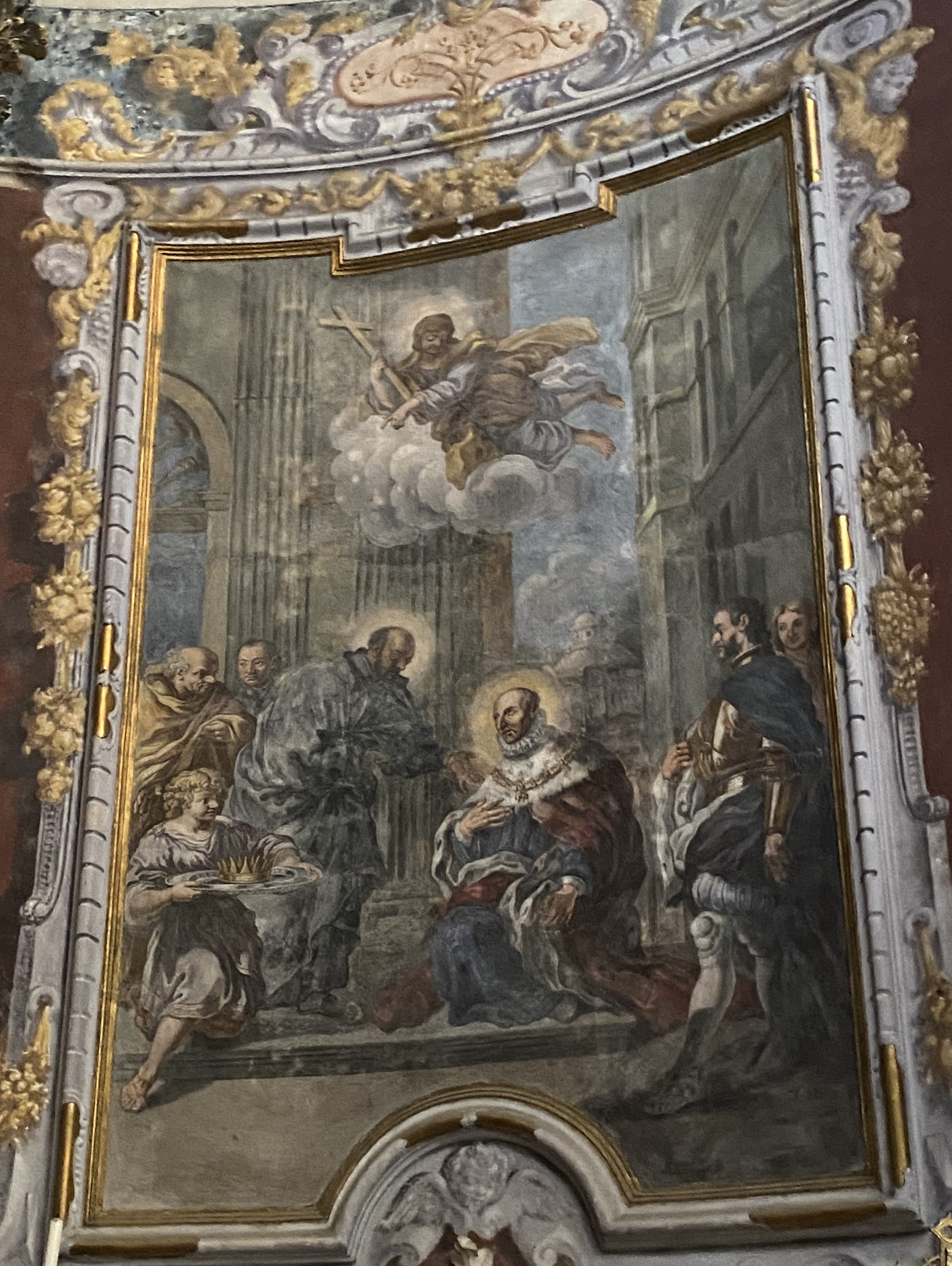
Apsisfresko: Begegnung des Ignatius mit Francis Borja
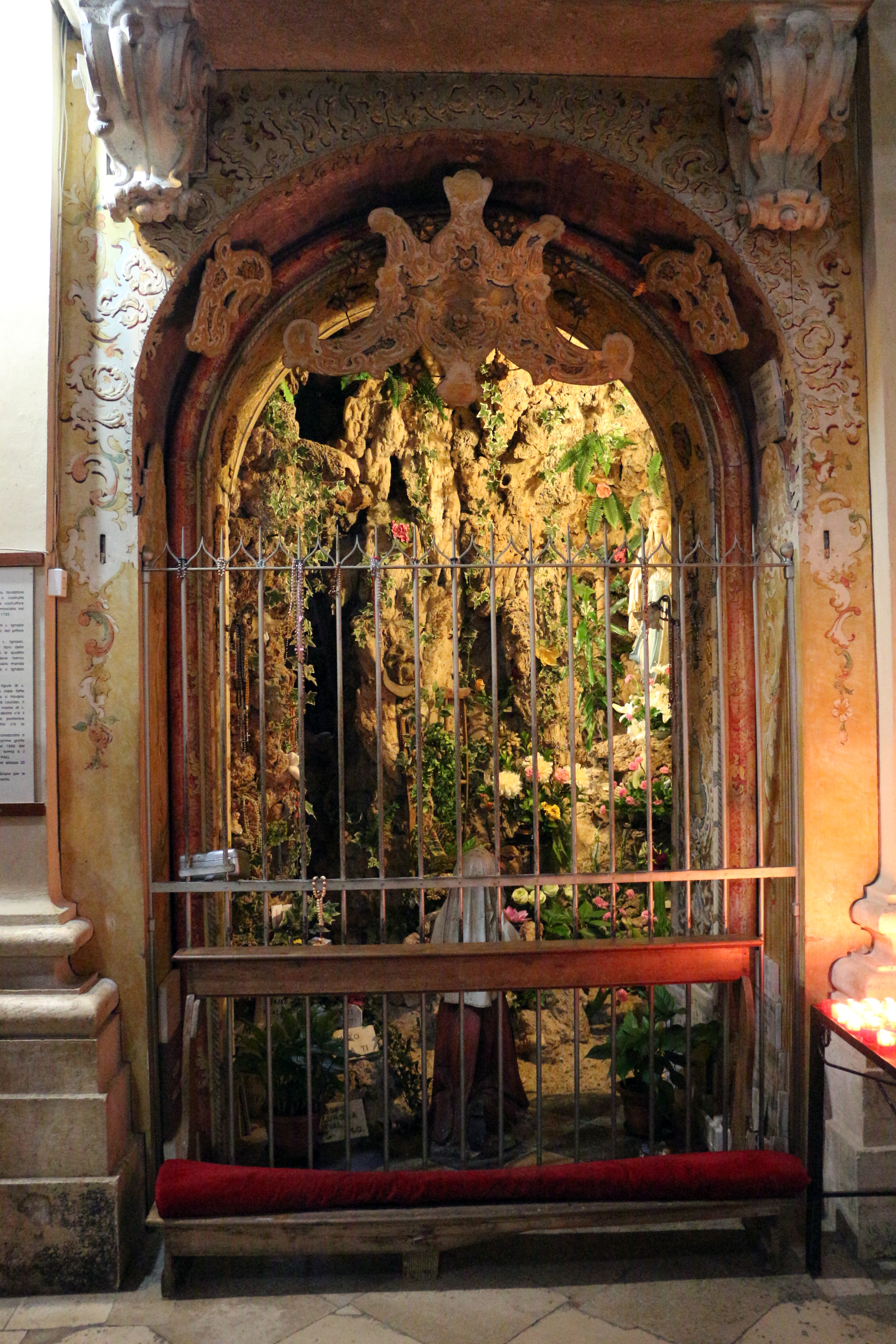
Lourdes Höhle zugefügt 1885
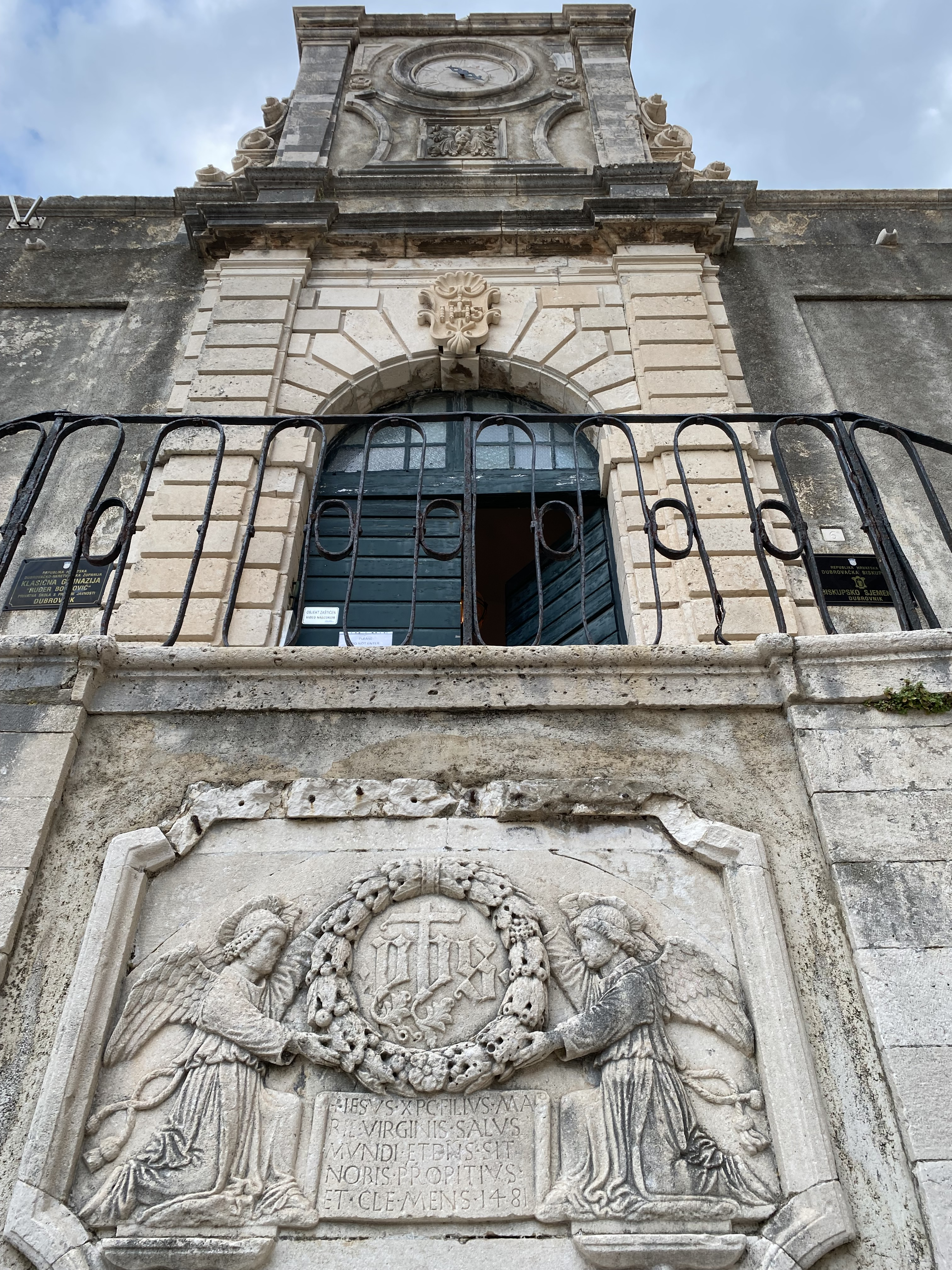
Eingangsportal des Kollegs
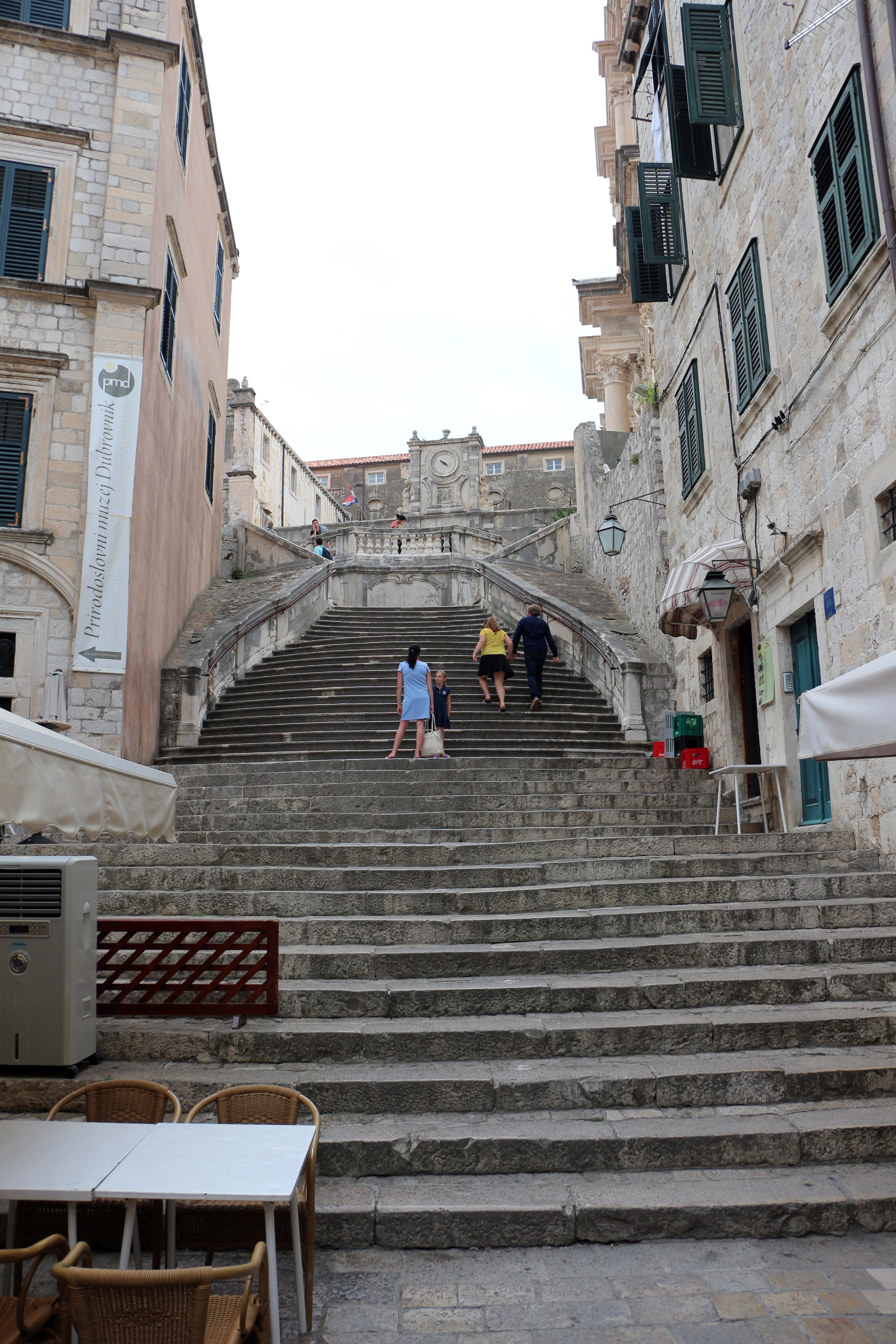
„Jesuitentreppe“, die zum Kolleg führt (1738)
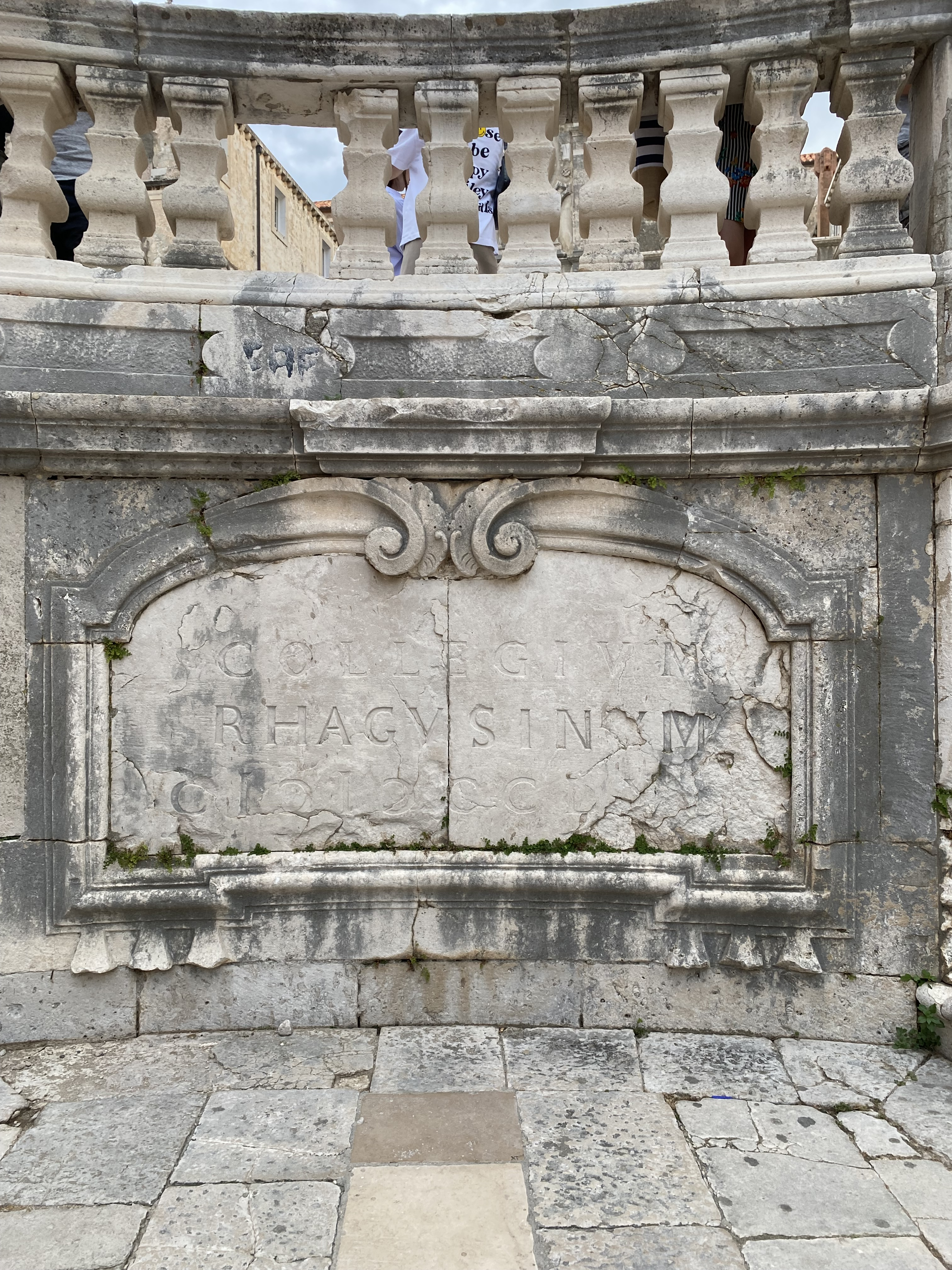
„COLLEGIUM RHAGUSINUM MDCCLXXV“ an der Treppenspitze

## Einzelbelege
1. ↑  Church of St Ignatius. Abgerufen am 17. September 2023.
2. ↑  Vesna: Collegium Ragusinum - The College of Dubrovnik / Walk With Vesna. 2. Oktober 2020, abgerufen am 17. September 2023 (amerikanisches Englisch).
3. ↑  Jesuit Church of St Ignatius, college and Jesuit stairs, Dubrovnik - Discover Baroque Art - Virtual Museum. Abgerufen am 17. September 2023.
4. ↑  Jesuits in Croatia. Abgerufen am 17. September 2023.

Koordinaten: 42° 38′ 22,2″ N, 18° 6′ 33,7″ O